# Минск-32
Минск-32 — советская электронная вычислительная машина семейства «Минск». Создана и передана в производство в 1968 году и выпускалась по 1975 год, всего выпущено 2889 машин. Организация-разработчик — Минское проектное бюро (впоследствии — НИИЭВМ). Главный конструктор — Виктор Владимирович Пржиялковский. Предназначалась для решения широкого круга научно-технических, планово-экономических и статистических задач, требующих больших объёмов оперативной и внешней памяти. По принятой на время начала производства классификации относилась к ЭВМ средней производительности. Несколько машин Минск-32 можно было объединять в многомашинный комплекс. Заводы-изготовители — Минский завод ЭВМ им. Г. К. Орджоникидзе, Брестский электромеханический завод.

## Технические характеристики
- Электропитание 3-фазная сеть 380 В, потребляемая мощность 15 кВт.
- Разрядность (длина слова): 37 разрядов (36 информационных и 1 знаковый. В слове можно было хранить число в формате целого, с фиксированной точкой, с плавающей точкой (мантисса и порядок), десятичные целые (9 цифр в двоично-десятичном представлении), 5 семибитных алфавитно-цифровых символов .
- Система команд: двухадресная, во многом совпадающая с системой команд Минск-22; с применением базирования, индексирования и относительной адресации операндов;
- Ёмкость оперативной памяти на магнитных сердечниках (МОЗУ — магнитное оперативное запоминающее устройство): 16 384 — 65 536 слов; физически МОЗУ представляло собой «куб» ёмкостью 16 384 слов, в одном шкафу МОЗУ размещалось до 2 кубов, в состав ЭВМ могли включаться один или два шкафа МОЗУ.
- Цикл обращения к МОЗУ: 5 мкс
- Ёмкость внешней памяти на магнитной ленте: примерно 10 млн 7-разрядных символов в одной катушке. Через одно устройство управления магнитными лентами ЗУМЛ-32 могло подключаться до 8 накопителей (НМЛ-67, ЕС-5012 или ЦМБ-61), а всего к ЭВМ могло быть подключено до 4 устройств управления.
- Скорость обмена информацией вычислителя с магнитной лентой: 64 000 символов/с;
- способ представления информации: числа с фиксированной и плавающей запятой, целые и десятичные числа, алфавитно-цифровая информация в 7-разрядном коде по ГОСТ 10859-64;
- диапазон представления чисел:
  - с фиксированной запятой: 0 ≤ |x| < 1
  - с плавающей запятой: 0,4038968·10−27 — 0,9223372·1019
  - десятичных: 0 ≤ |x| < 109
- скорость ввода информации:
  - с перфоленты: 1500 строк/с
  - с перфокарт: 600 карт/мин;
  - с пишущей машинки: до 10 знаков/с;
- скорость вывода информации:
  - на перфоленту: 80 строк/с
  - на перфокарты: 100—120 карт/мин.;
  - на пишущую машинку: 10 знаков/с;
  - на алфавитно-цифровой печатающий механизм: 400—420 строк/мин.;

Быстродействие: около 65 тысяч операций/с;
Время выполнения основных операций:
- сложение двух двоичных 37-разрядных чисел: 2,5 — 65 тыс. операций/с (15 — 40 мкс);
- умножение двух двоичных 37-разрядных чисел: 8 — 65 тыс. операций/с (15 — 125 мкс);
- сложение двух десятичных 9-разрядных чисел: 30 — 40 тыс. операций/с;
- умножение двух десятичных 9-разрядных чисел: 1,5 — 4 тыс. операций/с;
- обмен двух машинных слов: 2,5 тыс. операций/с;

К машине с помощью специальных коммутаторов могло быть подключено до 136 внешних устройств. Обмен информацией между вычислителем и всеми внешними устройствами выполнялся 7-разрядными символами.
Две ЭВМ «Минск-32» можно было объединить в двухмашинную систему без применения дополнительного оборудования, со специальным коммутатором число ЭВМ в многомашинном комплексе можно было увеличить до восьми.
Типовая поставка Минск-32 включала в себя следующее оборудование:
- вычислитель, который состоял из центрального устройства управления ЦУ, арифметического устройства АУ, устройства обмена УО, магнитного оперативного запоминающего устройства (МОЗУ) ёмкостью 32 768 машинных слов, пульта инженера и пульта оператора с пишущей машинкой. В дальнейшем вместо УО, которое содержало один медленный и один быстрый канал для подключения внешних устройств, поставлялось трёхканальное устройство сопряжения (ТУС-32). ТУС-32 содержало в себе два селекторных (быстрых) канала, и один мультиплексный (медленный). Посредством ТУС-32 и специального адаптера АД-2032 к ЭВМ Минск-32 стало возможным подключать периферийные устройства номенклатуры ЕС ЭВМ.
- устройство управления ЗУМЛ-32 и до 8 накопителей на катушечных магнитных лентах. Впервые в СССР использована 9-дорожечная магнитная лента шириной 12,7 мм.[2] Специально разработанный накопитель НМЛ-67 затем вошёл в номенклатуру ЕС ЭВМ (ЕС-5010). Часть ЭВМ «Минск-32» могла комплектоваться болгарскими накопителями НМЛ-5012 (ЕС-5012 с приспособленным интерфейсом) или выпускавшимися в ГДР накопителями ЦМБ-51. Плотность записи — 8…32 симв./мм, метод записи — «без возвращения к нулю с модификацией по единице» — БВН1 (NRZ1). Запись — чтение информации с МЛ — зонами произвольной длины, с межзонными промежутками. Запись — чтение производилось только в режиме «вперёд», обратное чтение было физически возможно, но ни на каком уровне не задействовано. Пропуск зон без чтения был возможен как в прямом, так и в обратном направлениях. Перезапись зон внутри массива (файла) не допускалась.
- устройство ввода с перфокарт УВвК-600М
- устройство вывода на перфокарты УВК-23. Предназначено для преобразования выводимых из вычислительной машины информации в код перфокарт ГОСТ 10859-64 и нанесения ее в виде пробивок на перфокарты.
- устройство ввода с перфолент (FS-1501 производства ЧССР) с устройством управления УВвЛ-23
- два устройства вывода на перфоленту (ПЛ-80) с устройством управления УВЛ-23
- алфавитно-цифровое печатающее устройство барабанного типа АЦПУ-128/2 или DW-21 (польского производства) с устройством управления УПЧ-23.
- пишущая машина пульта оператора (Consul-254 — производства ЧССР) с устройством управления УМП-23К

Для ЭВМ Минск-32 было разработано устройство управления магнитными барабанами — ЗУМБ, к которому можно было подключить до 8 накопителей НБ-11 или аналогичных по интерфейсу.
Стоит отметить, что индекс −23 в маркировке устройств означает, что их разработка была выполнена для ЭВМ Минск-23, от которой ЭВМ Минск-32 и унаследовала систему обмена информацией с внешними устройствами, да и саму номенклатуру внешних устройств, за исключением накопителей на магнитных лентах.
В номенклатуре периферийных устройств упоминались адаптеры для передачи информации по телеграфным и телефонным каналам, а также алфавитно-цифровые дисплеи. В комплект входили устройства питания (шкафы) — УПВ (устройство питания вычислителя и УПМОЗУ (устройство питания МОЗУ). В более поздних сериях вместо этих устройств поставлялся один шкаф УПП (устройство питания процессора). С ЭВМ стандартно поставлялись устройства подготовки данных УПДК для перфокарт и УПДЛ для перфолент. Кроме собственно перфораторов в их состав входили пишущие машинки Consul 254 и устройства управления, обеспечивающие перенос информации на бумажный носитель, распечатку, верификацию, исправление перфолент.
Элементная база ЭВМ «Минск-32» включала в себя комплект элементов диодно-трансформаторного типа «600 КГц» — вычислитель, «250 КГц» (унаследованный от «Минск-22») — периферийные устройства.

## Программное обеспечение
Для Минск-32 было разработано достаточно богатое, по меркам своего времени, программное обеспечение:
- Система символьного кодирования (ССК), включающая язык символьного кодирования ЯСК , транслятор символьного кодирования ТСК.
- макрогенератор и язык макроописаний с набором библиотечных макрокоманд;
- транслятор с языка Кобол — ТК32
- трансляторы с языка Алгамс — Алгам (быстрый) и ТАМ32 (оптимизирующий). Алгамс — подмножество языка Алгол-60. Транслятор Алгам разработан в Таллинском политехническом институте под руководством Э. Тыугу, ТАМ-32 в Институте математики АН БССР под руководством Н. В. Шкута, ученика, а затем коллеги основоположника советского программирования академика А. П. Ершова.
- транслятор с языка Фортран — ТФ1
- библиотека подпрограмм, реализующих математические и статистические вычисления. Программы были составлены на языке ССК, но способы передачи параметров и результатов были стандартизированы, поэтому не было проблем с вызовом этих подпрограмм из языков высокого уровня. В частности, была доступна библиотека для вычислений с десятичными числами удвоенной точности до 18 десятичных значащих цифр (аппаратно ЭВМ оперировала с десятичными целыми цифрами до 9 десятичных цифр, что затрудняло экономические расчёты).
- комплект наладочных (Н) и проверочных (П) тестов. Наладочные тесты поставлялись на машинном языке на перфокартах и /или перфолентах, вводились в память ЭВМ процедурой начальной загрузки с пульта инженера. Проверочные тесты поставлялись на магнитной ленте на языке загрузки, и могли выполняться под управлением «Диспетчера» в многопрограммном режиме, как обыкновенная пользовательская задача.

Все трансляторы генерировали на выходе так называемые «Результирующие программы» (РП) на «языке загрузки». Язык загрузки представлял собой последовательность «директив загрузки» и машинных кодов. С помощью директив загрузки программа в оперативной памяти ЭВМ настраивалась на реальные адреса ОП в тех местах, где это было необходимо. В общем случае РП был необходим ещё этап «сборки» с другими программами, библиотечными или собственной разработки. Программа «Сборщик» просматривала РП на предмет неразрешённых внешних ссылок, и добавляла необходимые модули с лент системы или других лент с РП, формируя на выходе собранную программу на языке загрузки.
Благодаря достаточно высокой степени совместимости большинство программ, созданных для ЭВМ Минск-2, Минск-22, Минск-22М могло без изменений выполняться на Минск-32.
Операционной системой являлась система программ «Диспетчер», которая базировалась на магнитной ленте системы (ЛС) и позволяла параллельно выполнять до 4 рабочих программ одновременно с обменом информацией с одним из устройств быстрого канала и любым количеством устройств, подключённых к медленному каналу.
Позже были разработаны «Барабанная операционная система» (БОС) и «Ленточная операционная система» (ЛОС), которая поддерживала работу с дисковыми накопителями ёмкостью 7,25 Мб ЕС-5052.
Система программ «Диспетчер» поставлялась в двоичном виде, готовая к использованию. Единственно, что при формировании «Ленты системы» необходима была таблица внешних устройств — ТВНУ, считываемая с перфокарт. Другим операционным системам, БОС, ЛОС и УОС уже требовался этап генерации с применением макрогенератора и транслятора ТСК.
Система программного обеспечения Минск-32 продолжала развиваться и после прекращения выпуска ЭВМ в 1975 году. В последующие годы она пополнилась «Универсальной операционной системой» (УОС), которая соединила в себе достоинства БОС и ЛОС, и была более ориентирована на использование дисковых накопителей, а также «Системой подготовки программ», значительно облегчающей работу программиста.
Впервые для отечественных ЭВМ подобного класса была разработана система управления файлами, по образу и подобию OS/360. Эта система официально не объявлялась частью операционной системы, но последовательно проводилась через все системное ПО. Были установлены единые правила наименования и оформления файлов («массивов») данных, стандартизированы процедуры ввода-вывода как единичных записей данных, так и блоков записей, процедуры обработки сбоев ввода-вывода, что, в общем случае, позволяло программировать обработку данных не привязываясь к типу носителя, будь то перфокарты или магнитные ленты.

## Минск-32 и ЕС ЭВМ
ЭВМ «Минск-32» выпускалась серийно с 1968 по 1975 годы на Минском заводе ЭВМ, в последние годы параллельно с производством ЭВМ ЕС-1020, ЕС-1022. Всего было выпущено около 3 тысяч комплектов ЭВМ, кроме того выпускались отдельно для модернизации машин ранних выпусков устройства ТУС-32, МОЗУ-32, периферийные устройства. Тысячи предприятий-пользователей за годы эксплуатации накопили огромный объём прикладного программного обеспечения и файлов данных на электронных носителях. Хотя кодировка символов и не совпадала, и форматы двоичных данных сильно отличались, носители Минск-32 (перфокарты, перфоленты, магнитные ленты) без проблем считывались устройствами ЕС ЭВМ. Очень благоприятным был тот фактор, что языки программирования КОБОЛ и ФОРТРАН для Минск-32 были реализованы максимально близко к унифицированному КОБОЛу и Фортрану-4, трансляторы с которых входили уже в первые версии операционных систем ДОС ЕС и ОС ЕС. Поэтому уже первые серийные экземпляры ЕС ЭВМ комплектовались так называемым пакетом «Совместимость Минск-32». Это был набор программ, который а) переводил тексты на КОБОЛЕ и Фортране Минск-32 в тексты на КОБОЛЕ и Фортране ЕС ЭВМ, считывая носители Минск-32 и записывая результат на носитель ЕС ЭВМ. В общем случае результаты перевода требовали каких-то правок, но практически получалась синтаксически правильная программа на целевом языке; б) считывал символьные и двоичные данные на носителях Минск-32 и записывая результат на носители ЕС ЭВМ. Правила конвертации описывались специальными директивами. Существовала так же возможность и конвертирования данных из формата ЕС в формат «Минск-32».

### Минск-32 и ЕС-1035
ЕС-1035, разработка которой была завершена к 1978 году, прямо позиционировалась как замена для выводимых из эксплуатации Минск-32. Её разработка выполнялась специалистами НИИЭВМ, г. Минск. Главный конструктор — Смирнов Геннадий Дмитриевич. Впервые в ЕС-1035 была применена перезагружаемая память микропрограмм, что означало, что теоретически в процессор могла быть загружена любая система команд. Естественно, что такой «гостевой» системой команд стала система команд «Минск-32». Чтобы её реализовать, управляющую память микропрограмм расширили с 32 до 48 Кб. В набор команд ЕС-1035 внесли единственную новую команду «Выполнить ветвь эмуляции», которая передавала управление находящейся в оперативной памяти программе Минск-32. Далее процессор уже выполнял непосредственно машинные коды «Минск-32».
В составе ЕС-1035 поставлялся пакет прикладных программ "Эмуляция «Минск-32». В отличие от ранее описанного пакета «Совместимость» в режиме эмуляции выполнялись двоичные РП, без какой-либо перекодировки, ввод-вывод осуществлялся на те же носители, что и в реальных «Минск-32», все это параллельно с выполнением обычных программ под управлением ОС ЕС ЭВМ.

## Интересные факты
Одна из ЭВМ «Минск-32» использовалась на советской антарктической станции «Молодёжная» для первичной обработки гидрометеорологических данных.
ЭВМ «Минск-32» устанавливались на судах, принимающих телеметрическую информацию от космических объектов.